# Wilber Pan

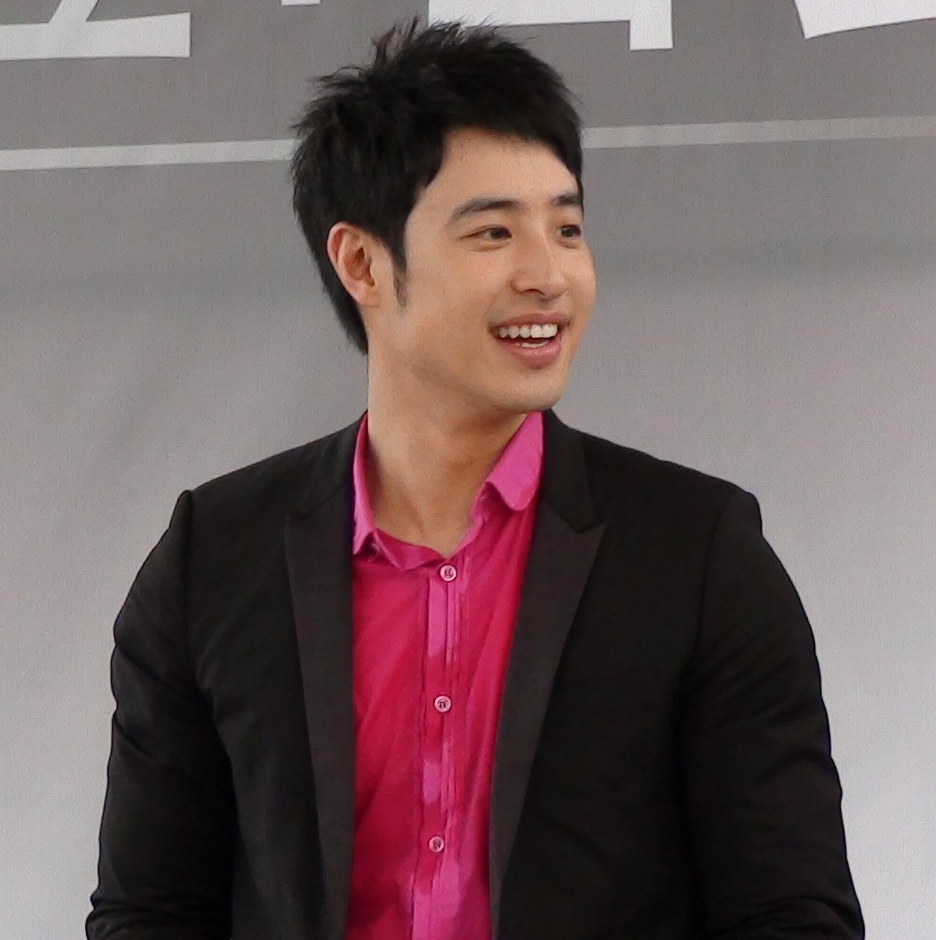
Will Pan (2009)

Wilber „Will“ Pan (* 6. August 1980 in West Virginia, Vereinigte Staaten) ist ein taiwanischer Schauspieler und Sänger. Bekannt wurde er durch das taiwanische Erfolgsdrama Miss No Good.

## Leben
Wilber Pan wurde in den Vereinigten Staaten geboren und lebte bis zu seinem siebten Lebensjahr in West Virginia, ehe er mit seiner wohlhabenden Familie nach Taipeh zog. Er besuchte dort die Taipei American School und schloss sein Studium im Jahr 1999 ab. Daraufhin nahm er Gesangs- und Schauspielunterricht in Cal Poly Pomona in den USA. Er hat die Staatsbürgerschaft der Vereinigten Staaten und der Republik China (Taiwan).
Pan spielte von 2000 bis 2001 im Drama Spicy Teacher eine Nebenrolle. Sein bekanntestes Projekt war das taiwanische Drama Miss No Good aus dem Jahr 2008, wo er mit Rainie Yang in der Hauptrolle zu sehen war.

## Diskografie

### Alben
- 2002: Gecko Stroll
- 2003: Pass Me The Mic
- 2004: Wu Ha
- 2005: Gao Shou (Expert)
- 2005: Freestyle Remix
- 2006: Fan Zhuan Di Qiu
- 2007: Play It Cool
- 2008: Will’s Future
- 2009: 007
- 2011: 808
- 2012: The Story of Billy
- 2014: Crown & Clown

### Soundtracks
| Jahr | Film            | Soundtrack                             |
| ---- | --------------- | -------------------------------------- |
| 2003 | Secret Garden   | Wo Bu Pa (I’m Not Afraid)              |
| 2003 | Love Train      | How Are You                            |
| 2006 | Kid from Heaven | Wo Dui Tian Kong Shuo (I Told The Sky) |
| 2008 | Miss No Good    | Xia Ri Feng (Summer Craze)             |